# Scène de séduction
La scène de séduction peut se définir comme une scène réelle ou fantasmatique, dans laquelle le sujet – généralement un enfant – subit passivement, de la part d’une autre personne – le plus souvent un adulte ou un enfant plus âgé – des avances ou des manœuvres sexuelles (c'est un pédophile).
La scène de séduction est l'explication imaginaire de l'origine de la sexualité. Cette théorie fut élaborée par Sigmund Freud, dans sa compréhension de l’hystérie, qu'il pense d'abord liée à une scène réelle de viol (théorie de la séduction ou Neurotica) puis liée aux fantasmes se rapportant à la scène de séduction (réelle ou imaginaire).
Dire que la scène de séduction est vécue passivement ne signifie pas seulement que le sujet a un comportement passif dans cette scène, mais qu’il la subit sans qu’elle puisse évoquer chez lui de réponse, sans qu’elle fasse écho à des représentations sexuelles.
L’état de passivité est corrélatif d’une non préparation.
La scène de séduction produit donc un effroi sexuel. Ceci est dû au fait que l’enfant se situe dans le prégénital et par conséquent, dans le présexuel, contrairement à l’adulte.  L’événement sexuel est apporté de l’extérieur à un sujet qui n’est pas encore capable d’émotion sexuelle (il lui est donc impossible d’intégrer l’expérience).